# 申鍾
申 鍾（しん しょう、生没年不詳）は、五胡十六国時代後趙の人物。魏郡魏県の出身。

## 生涯
後趙に仕えていた。
334年11月、石虎が皇帝石弘を廃して自ら居摂趙天王に即位すると、侍中に任じられた。
その後、司徒に昇進した。
340年10月、石虎は子の秦公石韜を太尉に任じ、皇太子石宣と交代で尚書の奏事を決裁するよう命じた。彼らは褒賞・刑罰について自らの判断で決める事を許され、石虎へ報告する必要も無かった。申鍾はこの措置に反対し、石虎を諫めて「賞刑というものは、人君の大柄であり、他人に任せるべきではありません。悪い事象は芽生えたうちに摘み取り、乱を未然に防止すべきです。これをもって軌儀を示すものです。太子とは国の儲貳であり、その職は朝夕に膳を視る事であり、政務を預かるべきではありません。庶人邃（庶人に落とされて処刑された石邃の事）も政務を預かった事であのような事となり、あれは決して遠い昔の事ではありませんぞ。また、政治を二つに分権するのも、禍のきっかけとならないのは稀です。周では王子頽の釁、鄭では共叔段の難が起こりましたが、これはいずれも道を外れた寵によるものです。故に国は乱れて親は害されたのであり、陛下がこれを覧じる事を願います」と述べたが、石虎は聞き入れなかった。
347年8月、石虎は尚書張群を派遣して近郡の男女16万人・車10万乗を徴発し、華林苑の造営と鄴北に長壁を築く為に土を運ばせた。その長壁は数十里にも及んだので、民百姓は大いに苦しんだ。申鍾は趙攬・石璞と共に上疏して「今、天文は錯乱し、百姓は疲弊しております。また、苦役を大興するのは明主のやる事ではありません。どうか民を惜しんでくださいますよう」と諫めた。その言葉は甚だ切直であったが、石虎は「苑や壁が朝に完成したならば、我は夕に死のうとも恨みはない」と言い放ち、申鍾らの要請を容れなかった。むしろ張群を促し、燭を灯して夜通しで作業するよう命じた。やがて三つの観・四つの門が完成したが、暴風と大雨によって数万人の死者を出した。また、北城の壁に穴を開けて華林園に水を引き入れたが、これにより城が崩壊して圧死した者が100人を越えたという。
350年2月、申鍾は司空郎闓ら48人と共に、冉閔へ帝位に即くよう勧めた。これを受け、冉閔は南郊で帝位へ即き、国号を「大魏」と定めた。こうして冉魏が建国されると、申鍾は太尉に抜擢された。
352年4月、前燕の輔弼将軍慕容評・中尉侯龕が騎兵1万を率いて冉魏の本拠地である鄴へ襲来し、城を包囲した。同年8月、冉魏の長水校尉馬願らは城内で反乱を起こし、城門を開いて前燕軍を招き入れた。これにより鄴は陥落し、申鍾は董皇后・皇太子冉智・司空條枚らと共に捕縛され、薊へ送還された。前燕の君主慕容儁は申鍾の罪を免じ、大将軍右長史に任じた。
その後の事績は明らかになっていない。

## 子孫

### 子
- 申紹 - 前燕に仕え、尚書右丞・尚書左丞・常山郡太守・散騎侍郎・河間相を歴任した。前燕が滅んだ後には前秦にも仕え、治中別駕に任じられた。
- 申胤 - 前燕に仕え、司徒左長史の地位にあった。
- 申道生 - 前燕に仕え、輔国将軍・兗州刺史・金郷県侯の地位にあったという[1]。
- 申邃

### 孫
- 申宣 - 父は不明。東晋が広固を攻略した際にその傘下に入り、江南へ移り住んだ。劉裕が南朝宋を建国すると引き続き仕え、兗青二州刺史に任じられた。
- 申永 - 父は不明

### 曾孫
- 申謨 - 申宣の子。南朝宋に仕え、竟陵郡太守に任じられた。
- 申恬 - 申宣の子
- 申坦 - 申永の子
- 申纂
- 申乾之 - 申道生の孫[1]
- 申洪之 - 申道生の孫[1]
- 申爽 - 申邃の孫